# Ministerstvo pro správu národního majetku a jeho privatizaci České republiky
Ministerstvo pro správu národního majetku a jeho privatizaci České republiky mělo na starosti přechod státních firem k soukromníkům. Když privatizace končila, zaniklo i toto ministerstvo. Stalo se tak ke dni 1. července 1996. Oblasti, jemuž se úřad věnoval, dostalo dále do své gesce ministerstvo financí České republiky. Od roku 1990 byli v čele ministerstva postupně pouze zástupci Občanské demokratické aliance (ODA).

## Seznam ministrů
| Č.             |                | Portrét        | Jméno          | Strana         | Ve funkci         | Ve funkci        | Vláda                      |
| Č.             | Od             | Portrét        | Jméno          | Strana         | Do                |                  | Vláda                      |
| -------------- | -------------- | -------------- | -------------- | -------------- | ----------------- | ---------------- | -------------------------- |
| 1.             |                |                | Tomáš Ježek    | ODA            | 20. července 1990 | 2. července 1992 | Druhá vláda Petra Pitharta |
| 2.             |                |                | Jiří Skalický  | ODA            | 2. července 1992  | 1. července 1996 | První vláda Václava Klause |
| Funkce zrušena | Funkce zrušena | Funkce zrušena | Funkce zrušena | Funkce zrušena | 1996              | 1996             |                            |